# Свиной барсук
Свиной барсук (лат. Arctonyx collaris), в книгах В. Е. Соколова использовано название Теледу, принадлежащее другому виду — хищное млекопитающее подсемейства барсуков. Широко распространён в Южной и Юго-восточной Азии. Длина тела до 70 см, масса 7—14 кг. Шерсть сравнительно редкая, бока и задние конечности желтоватые или сероватые, передние конечности и спина тёмные, морда, горло и уши — белые. Огромные когти передних лап — светлые.
Свиной барсук обычен как на равнинах, так и в горах. Днём он скрывается в глубоких норах или других убежищах. Во время кормёжки барсук роется не только когтями, но и длинной подвижной мордой, словно свинья, чем и заслужил своё название. Пищей ему служат мелкие животные и растения.